# Paraspirifer
Paraspirifer es un género de braquiópodos grandes (de hasta unos 7,5 cm) que vivieron durante el Devónico inferior y medio en lo que hoy son Alemania, España, Marruecos y Estados Unidos (estados de Nueva York y Ohio).

## Filogenia
Paraspirifer se desarrolló a partir de Brachyspirifer durante principios del Emsiense superior. 

## Distribución
Paraspirifer se originó en el Emsiense y se extinguió en Europa y el norte de África al final del Eifeliense inferior. Sin embargo, sobrevivió hasta el Givetiense en América del Norte. 
- P. cultrijugatus se conoce del Devónico medio (Eifeliense, Leudersdorf, cerca de Üxheim, colinas de Eifel, Alemania). [3]
- P. acuminatus se encuentra en el Devónico medio de los Estados Unidos (parte media del Grupo Muscatatuck, Indiana).
- P. bownockeri se conoce del Devónico medio de los Estados Unidos (Givetiense de la Cuenca de los Apalaches: Formación Silica Inferior, oeste de Ohio; Miembro Mount Marion de la Formación Oatka Creek y Miembro Mottville de la Formación Skaneateles, tanto en el este como en el centro del estado de Nueva York). [4]

## Ecología
Al observar depósitos que contienen Paraspirifer bownockeri se puede deducir que esta especie habitaba marismas de arcilla blanda. Las conchas de esta especie albergaron una amplia gama de epibiontes, como briozoos, corales, equinodermos, gusanos anélidos y otros braquiópodos. Estos epibiontes son más numerosos en la valva braquial que en la valva pedunculada, porque este gran braquiópodo se apoyaba en su valva pedunculada tras la degeneración del tallo.  